# Ponemah
Ponemah é uma Região censo-designada localizada no estado americano de Minnesota, no Condado de Beltrami.

## Demografia
Segundo o censo americano de 2000, a sua população era de 874 habitantes.

## Geografia
De acordo com o United States Census Bureau tem uma área de
50,8 km², dos quais 50,8 km² cobertos por terra e 0,0 km² cobertos por água. Ponemah localiza-se a aproximadamente 365 m acima do nível do mar.

## Localidades na vizinhança
O diagrama seguinte representa as localidades num raio de 36 km ao redor de Ponemah.